# Raiffeisenbank Malchin
Die Raiffeisenbank eG, Malchin war eine deutsche Genossenschaftsbank in Mecklenburg-Vorpommern. Im Jahre 2019 fusionierte die Bank mit der Raiffeisenbank Mecklenburger Seenplatte eG mit Sitz in Waren (Müritz).

## Rechtsgrundlagen
Rechtsgrundlagen der Bank war ihre Satzung und das Genossenschaftsgesetz. Die Organe der Genossenschaftsbank waren der Vorstand, der Aufsichtsrat und die Generalversammlung. Die Bank war der amtlich anerkannten BVR Institutssicherung GmbH und der zusätzlichen freiwilligen Sicherungseinrichtung des Bundesverbandes der Deutschen Volksbanken und Raiffeisenbanken e.V. angeschlossen.

## Niederlassungen
Es gab neun Bankstellen. 